# Crackerbox Palace
Crackerbox Palace – utwór muzyczny George’a Harrisona z albumu Thirty Three & 1/3 z 1976. Piosenka została wydana ponownie jako singel z albumu i uzyskała 19. miejsce w amerykańskiej liście przebojów.

## Historia
Inspiracją Harrisona do stworzenia tego utworu było przypadkowe spotkanie z George’em Greifem. W 1975, na festiwalu muzycznym Midem, Greif powiedział Harrisonowi, żeby w piosence wspomniał o zmarłym komiku Lordzie Buckleyu, którego Harrison podziwiał wiele lat. Greif, który był menedżerem Buckleya, zaprosił Harrisona do starej posiadłości w Los Angeles zwanej „Crackerbox Palace”. Myśląc, że ta nazwa ma sens na stworzenie utworu, Harrison zapisał słowa „Crackerbox Palace” na paczce papierosów, by później napisać piosenkę. Utwór zawiera nawiązania do Greifa („I met a Mr. Greif”) i do Lorda Buckleya („know that the Lord is well and inside of you”).
W trakcie przerwy instrumentalnej w utworze, Harrison mówi „It’s twoo, it’s twoo”, co jest nawiązaniem do linii dialogowej Madeline Kahn, która grała „uwodzicielkę do wynajęcia” Lilię Von Shtupp w komedii Mela Brooksa Płonące siodła z 1974.

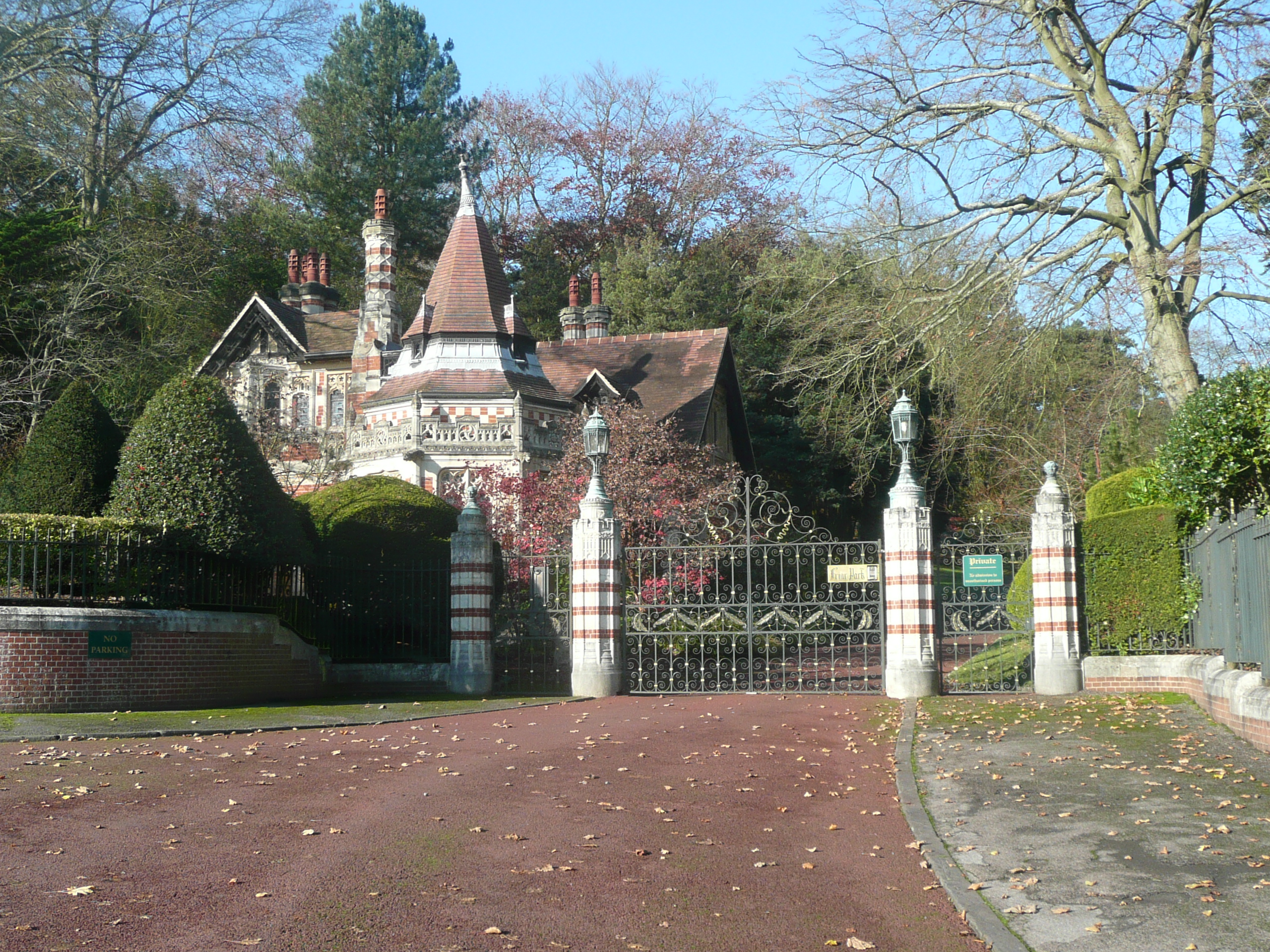
Pałac Friar Park, który posiadał Harrison

Singlowi towarzyszy kapryśny teledysk, który swoją pierwszą premierę miał 20 listopada 1976 w odcinku Saturday Night Live. Został wyreżyserowany przez Erica Idle’a, członka grupy Monty Python (który miał krótkie cameo w filmiku). W teledysku wystąpił Harrison, Neil Innes (jako niania/matka pchająca wózek dziecięcy, mężczyzna w szlafroku z kaczką na głowie i jako władca kościelny), przyszła żona Harrisona, Olivia Arias, i wiele innych jego przyjaciół, ubranych w szalone stroje. W filmiku występują też elfy. Teledysk został nagrany na posiadłości pałacu Harrisona, Friar Park, który nazwał „Crackerbox Palace” po wizycie w domu Lorda Buckleya.

## Ciekawostki
Fragment piosenki „know that the Lord is well and inside of you”, będący nawiązaniem do Buckleya, może mieć też nawiązanie do Bogów – w języku angielskim słowo „Lord” może nawiązywać do „Lord God” (pol. „Pan Bóg”), a także do „Lord Krishna” (pol. „Kryszna”).

## Skład
- George Harrison – wokal, gitara (z techniką slide), gitara akustyczna, syntezator, oklaski, wokal wspierający
- Tom Scott – lyricon (elektroniczny instrument dęty), saksofon
- Richard Tee – keyboard
- Willie Weeks – gitara basowa
- Alvin Taylor – perkusja
- Emil Richards – marimba

## Listy przebojów

### Listy tygodniowe
| Lista przebojów (1977)       | Pozycja |
| ---------------------------- | ------- |
| RPM 100                      | 19      |
| RPM 100 Adult Contemporary   | 17      |
| Billboard Hot 100            | 19      |
| Billboard Adult Contemporary | 20      |
| Cash Box Top 100             | 17      |

### Listy końcoworoczne
| Lista (1977)                     | Pozycja |
| -------------------------------- | ------- |
| RPM 100                          | 150     |
| Pop Annual Joela Whitburna (USA) | 128     |